# Tracy Quan
Tracy Quan, född 15 augusti 1977, är en amerikansk författare och före detta prostituerad. Hon är mest känd för sin bokserie om Nancy Chan. Hon skriver regelbundet en kolumn för The Guardians webbupplaga om popkultur, sex och politik och är även engagerad i rörelsen för de prostituerades rättigheter. 

## Biografi

### Bakgrund
Quan föddes i nordöstra USA och växte sedan upp i Kanada. Hennes föräldrar immigrerade till USA från Trinidad, och hon har nämnt sina kinesiska, indiska, afrikanska och nederländska anfäder. Hennes föräldrar skilde sig när hon var barn, och hennes mor övergav familjen. Hon menar att hennes nära relation till sin far delvis kommer ur denna erfarenhet.
Vid tio års ålder läste Quan Xaviera Hollanders bok The Happy Hooker, och hon bestämde sig därefter för att i framtiden arbeta som prostituerad. Hennes tidigare sikte mot en framtid som bibliotekarie härrörde från hennes bild av bibliotekarier som självständiga och arbetande kvinnor som kunde samla in pengar i form av förseningsavgifter. 

### Yrkesliv
När Quan var 19 år försörjde hon sig själv som sexarbetare, med uppdrag både via en eskortagentur och på en bordell. Därefter inledde hon en oberoende verksamhet som eskort och med en egen kundkrets. 2005 berättade hon att hon "aldrig var gatuprostituerad. Jag hade det relativt lugnt." Quan har sagt att hon ägnade 15 år av sitt liv med arbete som eskort i London och på Manhattan, varefter hon försökte kombinera skrivande och sexarbete under ytterligare några års tid.
Som skribent uppmärksammades Quan först genom sin kolumn "Nancy Chan: Diary of a Manhattan Call Girl" i Salon.com. Den halvt självbiografiska och sexrelaterade kolumnen publicerades två gånger i veckan, med ett fokus på "Nancy". Denna fiktionaliserade version av författaren själv hade att hantera en 'straight' pojkvän och hans familj, vid sidan av hennes kunders och deras flickvänners problem. Berättelserna fortsattes i de senare romanerna runt "Nancy". 
Quan uttrycker i sina romaner de känslomässiga aspekterna av hennes livserfarenheter, medan hon i sitt journalistiska skrivande ägnar sig åt yrkesmässiga kommentarer. Dessa kan beröra sexarbetares plågor och bryderier, förändringar i den allmänna sexualmoralen och aktuella mediedebatter. Hon ägnar sig åt sitt skrivande på heltid och har varit kolumnist för The Guardian och bidragsgivare åt The Daily Beast. 

### Filosofiska och politiska åsikter
Tracy Quan har varit talesperson för nätverket Prostitutes of New York, en organisation för sexarbetares rättigheter. Hon har beskrivits som en libertariansk entreprenör som förespråkar en avkriminalisering av prostitution i USA.

## Böcker och kolumner

### Nancy Chan-serien
- "Nancy Chan: Diary of a Manhattan Call Girl"[5] (kolumn/följetong i Salon.com mellan juli 1999 och januari 2000)
- Diary of a Manhattan Call Girl (2001) ISBN 978-0-609-60724-4.
- Diary of a Married Call Girl: A Nancy Chan Novel (2005) ISBN 978-1-4000-5354-4
- Diary of a Jetsetting Call Girl (2008) ISBN 978-0-00-724938-1 (äventyr i södra Frankrike, med Maria Magdalenas reliker)

### Övrigt
- Orientalia: Sex in Asia (2003) (med fotografen Reagan Louie) ISBN 978-1-57687-186-7
- Prostitution and Pornography: Philosophical Debate About the Sex Industry redigerad av Jessica Spector (2006) ISBN 978-0804749381